# Granulifusus bacciballus
Granulifusus bacciballus là một loài ốc biển, là động vật thân mềm chân bụng sống ở biển trong họ Fasciolariidae.